# Can Coma (Sant Agustí de Lluçanès)
Can Coma és una masia de Sant Agustí de Lluçanès a la comarca d'Osona inclosa a l'Inventari del Patrimoni Arquitectònic de Catalunya.

## Descripció
L'edifici està format de tres cossos de planta rectangular posats en forma d'U. El cos central és el nucli de l'habitatge i la part més antiga de la casa.
Aquest nucli té el teulat a doble vessant lateral que desemboca a la façana principal, que queda emparada per les altres dues construccions. A la llinda de pedra de la porta d'entrada encara es conserva la data 1734, l'any de construcció. L'edifici de la dreta de la façana té dues plantes, una menys que la casa pròpiament dita, i presenta un porxo amb tres obertures a la part superior. L'altre cos, a l'esquerra, també té dues plantes i fa de garatge.